# Hrabstwo Sarasota
Sarasota – hrabstwo w stanie Floryda w USA. Populacja liczy 379448 mieszkańców (stan według spisu z 2010 roku).
Powierzchnia hrabstwa to 1878 km² (w tym 398 km² stanowią wody). Gęstość zaludnienia wynosi 356,38 osoby/km².

## Miejscowości
- North Port
- Sarasota
- Venice

## CDP
| - Bee Ridge - Desoto Lakes - Fruitville - Gulf Gate Estates - Kensington Park - Lake Sarasota | - Laurel - Nokomis - North Sarasota - Osprey - Plantation - Ridge Wood Heights | - Sarasota Springs - Siesta Key - South Gate Ridge - South Sarasota - South Venice | - Southgate - The Meadows - Vamo - Venice Gardens - Warm Mineral Springs |